# DCUP
Duncan MacLennan, besser bekannt als DCUP, ist ein australischer Musikproduzent und DJ aus Sydney.

## Karriere
DCUP wurde weltweit bekannt durch die Kooperation We No Speak Americano mit Yolanda Be Cool. We No Speak Americano erreichte unter anderem Platz 1 der irischen und dänischen Charts und erreichte die Top 5 in Australien, den Niederlanden, Spanien, Schweden, Norwegen und im Vereinigten Königreich
Schon 2009 nahm DCUP eine Kollaboration mit Yolanda Be Cool auf, das Lied Afro Nuts.

## Diskografie

### Singles
- 2009: Afro Nuts
- 2010: We No Speak Americano / Yolanda Be Cool & DCup
- 2010: Gypsy Moves
- 2014: Sugar Man / Yolanda Be Cool & DCup